# コップ一杯の戦争
『コップ一杯の戦争』（こっぷいっぱいのせんそう）は、小松左京が執筆した短編SF小説。筒井康隆主宰のSF同人誌「NULL」8号（1962年11月号）にて発表された。また、同作品が収録され、1981年に発行された集英社文庫の短編集のタイトルにもなっている。

## 作品構成、登場人物及び舞台
本作は、「ママ」、「彼」、「隣の男」の3人のやりとりで、ほとんどが構成されている。3人とも大阪弁でやりとりをしている。
ママ
彼女の店内で話が進行する。
“彼”
ママには「コーさん」と呼ばれている。ママに ツケ（借金）がある。
歌手の四波秋夫（三波春夫をモチーフとしている）がお気に入り。
“隣の男”
ママにツケがある。二級酒を飲んでいる。

## 粗筋
“彼”は、ラジオの歌番組が突然の中断となり、不機嫌になる。“隣の男”は新聞（番組欄）を見てボクシングの中継が聞きたくなり、ママにラジオの周波数を変えさせるが、聞こえない。引き続いて“彼”もラジオの周波数を変えさせ、四波秋夫を聞こうとするが、やはり聞こえてこない。さらに機嫌を悪くした“彼”は、ママにハイボールを注文する。
ママが注文された品をつくると、ラジオから臨時ニュースが流れ出す。ソビエト連邦から北米大陸に核ミサイルが打ち込まれた事を告げるそのニュースは、ただちにアメリカ合衆国の報復攻撃を告げる続報に塗り替えられ……。

## 収録短編集
- コップ一杯の戦争（集英社文庫）1981年3月発行
- 召集令状 - （角川文庫）1995年5月25日初版発行　ISBN 4-04-130864-X
- 日本売ります（ハルキ文庫）1999年2月18日第1刷発行　ISBN 4-89456-493-9

## アニメーション
- 『小松左京アニメ劇場』の一編としてアニメ化されている（特別編・コップ一杯の戦争）
放送：1990年[要検証 – ノート]、毎日放送